# یانگ انگلاند (مجله)
یانگ انگلاند (انگلیسی: Young England) مقالات داستانی بریتانیایی بود که از سال ۱۸۸۰ تا ۱۹۳۷ منتشر گردید و مخاطبان مشابهی از مجلاتی همچون کاغذ بچه‌ها داشت. این مقالات توسط اتحادیه مدارس یکشنبهٔ لندن چاپ می‌گردید و اولین شمارهٔ آن در ۳ ژانویه ۱۸۸۰ به فروش رفت. این مقالات در ابتدا به صورت هفته نامه منتشر شد هر چند، بعدها به صورت ماهنامه و در نهایت، سالانه شد.